# جيري روبرتسون
جيري روبرتسون (بالإنجليزية: Jerry Robertson)‏ هو لاعب كرة قاعدة أمريكي، ولد في 13 أكتوبر 1943 في وينشستر في الولايات المتحدة، وتوفي في 24 مارس 1996 في برلنغتون في الولايات المتحدة.

## وصلات خارجية
- جيري روبرتسون على موقع دوري كرة القاعدة الرئيسي (الإنجليزية)
- جيري روبرتسون على موقعبيزبول رفرنس.كوم (الدوري الرئيسي) (الإنجليزية)
- جيري روبرتسون على موقعبيزبول رفرنس.كوم (الدوري الثانوي) (الإنجليزية)